# Bureau de liaison intercoréen
Le bureau de liaison intercoréen (en coréen : 남북 공동 연락 사무소 ; hanja : 南北 共同 連絡 事務所 ; RR : Nambuk gongdong yeollak samuso) est un bureau de liaison conjoint de la Corée du Nord et de la Corée du Sud situé dans la région industrielle de Kaesong en Corée du Nord.
En l'absence de relations diplomatiques officielles, le bâtiment a fonctionné comme une ambassade de facto et a fourni un canal de communication direct pour les deux nations. Il était dirigé par le représentant nord-coréen Jon Jong-su, vice-président du Comité pour la réunification pacifique de la patrie (en), et le représentant sud-coréen Chun Hae-sung, vice-ministre du ministère de l'Unification,.
La Corée du Nord a fait exploser l'immeuble de bureaux de quatre étages le 16 juin 2020. Malgré une explosion spectaculaire, la structure semble toujours en place. Il était vacant depuis janvier 2020 en raison de la pandémie de Covid-19.

## Histoire
Le bureau de liaison conjoint a été créé à la suite de la Déclaration de Panmunjeom signée par le dirigeant nord-coréen Kim Jong-un et le président sud-coréen Moon Jae-in le 27 avril 2018, lors du sommet inter-coréen de 2018 à Panmunjeom. Le bureau était situé dans un immeuble de quatre étages et d'un sous-sol d'une superficie de 4 500 m2 construit en 2005 pour le bureau de consultation inter-coréen sur les échanges et la coopération. Le coût de construction à l'époque était de 8 milliards de wons sud-coréens (7,1 millions de dollars américains) payés par le gouvernement sud-coréen. Le 11 octobre 2018, il a été signalé qu'une usine de traitement des eaux qui sera utilisée par le Bureau de liaison inter-coréen avait été restaurée. Le 25 octobre 2018, les travaux de rénovation et de réparation du bâtiment qui abrite le Bureau de liaison inter-coréen étaient terminés. Le gouvernement sud-coréen a dépensé 9,7 milliards de won sud-coréen (8,6 millions de dollars) pour ces rénovations.
La première réunion au Bureau de liaison a eu lieu entre les délégués des deux Corées le 22 octobre 2018 et a concerné, entre autres, la coopération forestière entre les deux Corée. Une réunion a eu lieu au bureau entre le vice-ministre sud-coréen de la Culture, des Sports et du Tourisme Roh Tae-kang et le vice-ministre nord-coréen de la Culture physique et des Sports Won Kil U. Le 2 novembre 2018, des entretiens au bureau ont abouti à soumettre une candidature pour une équipe coréenne unifiée aux Jeux olympiques de 2020 et pour organiser les Jeux olympiques d'été de 2032 dans les deux Corée,. Une autre réunion a eu lieu le 2 novembre 2018 entre le vice-ministre sud-coréen de l'unification Chun Hae-sung et son homologue nord-coréen, Jon Jong-su,. Les deux hommes sont co-chefs du bureau et chacun sert d'officier de liaison pour leur pays respectifs,. Chun et Jon ont discuté de la coopération dans divers projets conjoints coréens,.
En raison des mesures prises pour contenir la pandémie de Covid-19, le bureau a été fermé le 30 janvier 2020.

### Destruction
Le 16 juin 2020 à 14 h 50, le bâtiment de quatre étages est démoli par la Corée du Nord. L'agence centrale de presse nord-coréenne a publié une déclaration disant que « le bureau de liaison a été tragiquement ruiné par une terrible explosion » et qu'il reflétait « l'état d'esprit des gens enragés » de leur pays. Le 13 juin, trois jours avant la destruction du bâtiment, Kim Yo-jong, la sœur de Kim Jong-un, avait prédit l'effondrement du bâtiment en représailles à l'échec de la Corée du Sud à réprimer les transfuges nord-coréens vivant en Corée du Sud qui ont utilisé des ballons pour envoyer des tracts anti-régime nord-coréen à travers la frontière,.
La destruction a coïncidé avec le 20e anniversaire du premier sommet intercoréen entre Kim Dae-jung et Kim Jong-il. Les caméras de surveillance en Corée du Sud ont montré que lorsque le bâtiment a été détruit, un gratte-ciel voisin qui abritait auparavant des fonctionnaires sud-coréens a été endommagé en raison de la force de l'explosion.
Le président sud-coréen Moon Jae-in a répondu en augmentant le niveau d'alerte de l'armée sud-coréenne et en disant qu'il y aurait une réponse sévère si la Corée du Nord continuait à augmenter les tensions. Un communiqué publié par la Maison Bleue, le bureau exécutif de la Corée du Sud, a déclaré que la destruction du bâtiment « est un acte qui va à l'encontre des attentes de ceux qui souhaitent le développement des relations Sud-Nord et le règlement de la paix sur la péninsule de Corée » et que « le gouvernement indique clairement que la responsabilité de tout ce qui suit est entièrement du côté du Nord ».